# Виджаявада
Виджаява́да или Безвада (телугу విజయవాడ хинди विजयवाडा) — город в индийском штате Андхра-Прадеш. Расположен на берегу реки Кришна в округе Кришна. Второй по величине город штата Андхра-Прадеш (после Вишакхапатнама). Площадь города — 261,88 км². Население города (2011 год) — 1 048 240, вместе с пригородами — 1 491 202. Город также известен как Безавада (данное название используется Индийскими железными дорогами для обозначения городской станции «BZA»). Согласно данным Министерства городского развития Виджаявада является самым чистым городом штата Андхра-Прадеш
Виджаявада — важный транспортный узел, связан сетью автомобильных и железных дорог, вблизи города находится аэропорт. Также в городе действуют предприятия текстильной, пищевой, цементной промышленности.
Город — один из мест для паломничества индуистов. В городе сохранились храмы VI—XIII вв.

## Этимология
Существует много версий происхождения названия города. Согласно одной из них, в этом месте богиней Дурга была одержана победа над демоном, и здесь она отдыхала некоторое время после победы. В связи с этим город получил название «Виджаявада» (от слов «виджая» — победа и «вада» — город, место), означающее «Город победы».
С другой легендой связано альтернативное название города «Безавада». Согласно преданию богиня Кришнавени (богиня реки Кришна) обратилась с просьбой к Арджуне (герой эпоса «Махабхарата») сделать проход, который позволил бы ей достичь вод Бенгальского залива. В ответ на её просьбу Арджуна сделал проход (беджам) через горы, благодаря чему место получило название «Беджамвада», постепенно превращённое в «Безавада».

## Физико-географическая характеристика

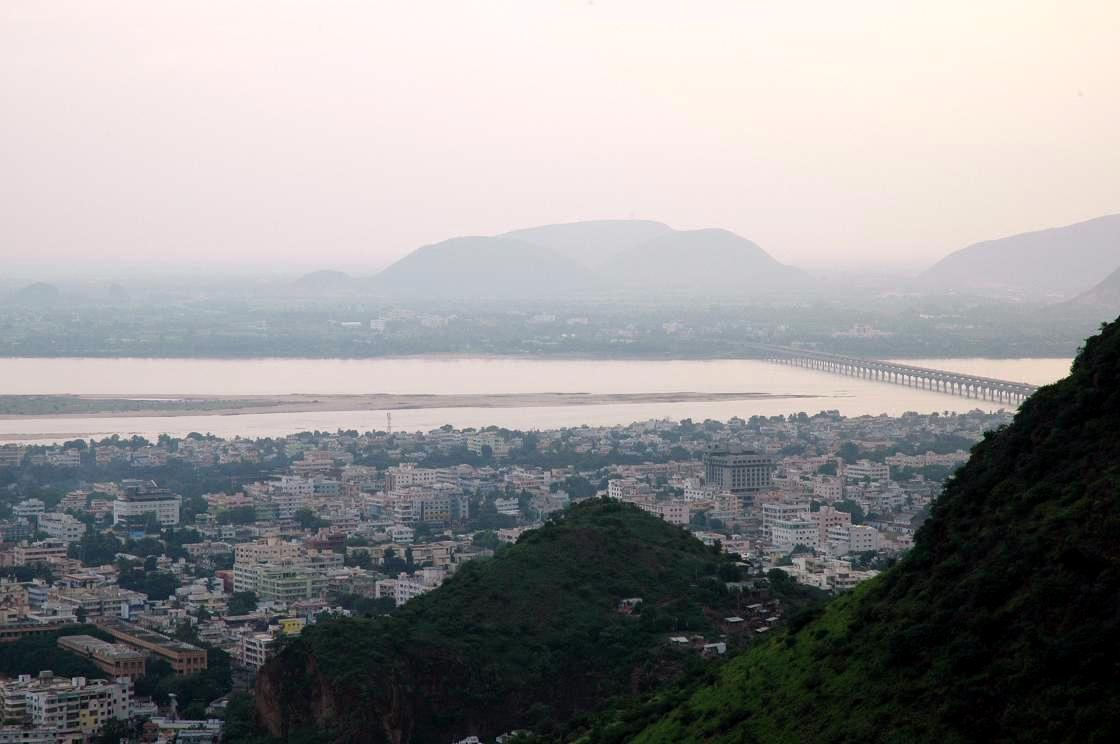
Панорама Виджаявады

Виджаявада с запада и востока ограничена рекой Кришна, с севера — рекой Будамеру. Северные, северо-западные и юго-восточные районы города раскинулись на невысоких холмах. Центральные, юго-западные и северо-западные районы расположены на плодородных землях, пронизанных тремя ирригационными каналами. Местность, в которой расположен город, в целом, практически плоская, не считая нескольких небольших и средних холмов. Эти холмы являются продолжением Восточных Гат, прорезанных рекой Кришна.
Климат
Климат города — тропический с жарким летом и ярко выраженным муссонным сезоном. В мае-июне температура воздуха может достигать 47 °C, зимой температура редко опускается ниже 15 °C. Среднегодовая влажность воздуха 78 %. Виджаявада испытывает воздействие как юго-западных, так и северо-восточных муссонов.
| Показатель                    | Янв. | Фев. | Март | Апр. | Май  | Июнь | Июль | Авг. | Сен. | Окт. | Нояб. | Дек. | Год   |
| ----------------------------- | ---- | ---- | ---- | ---- | ---- | ---- | ---- | ---- | ---- | ---- | ----- | ---- | ----- |
| Средний суточный максимум, °C | 30,1 | 32,8 | 35,4 | 37,5 | 39,6 | 37,5 | 32,9 | 32,4 | 33,6 | 31,8 | 30,4  | 29,5 | 35,12 |
| Средняя температура, °C       | 24,5 | 26,4 | 29,0 | 31,6 | 33,7 | 32,4 | 29,1 | 28,8 | 28,9 | 28,0 | 25,6  | 24,1 | 28,5  |
| Средний суточный минимум, °C  | 18,9 | 20,1 | 22,6 | 25,8 | 27,9 | 27,4 | 25,2 | 25,2 | 25,2 | 24,2 | 20,9  | 18,8 | 23,56 |
| Норма осадков, мм             | 1    | 4    | 5    | 15   | 71   | 136  | 250  | 197  | 164  | 169  | 45    | 10   | 1067  |
| Источник:                     |      |      |      |      |      |      |      |      |      |      |       |      |       |

## Население
Согласно данным переписи населения 2011 года численность населения города — 1 048 240 человек, населения агломерации — 1 491 202, из них мужчин — 750 770 и женщин — 740 432. Уровень грамотности — 81,6 %. Ожидается, что к 2025 году численность населения города достигнет 2,5 миллиона человек.

## Галерея

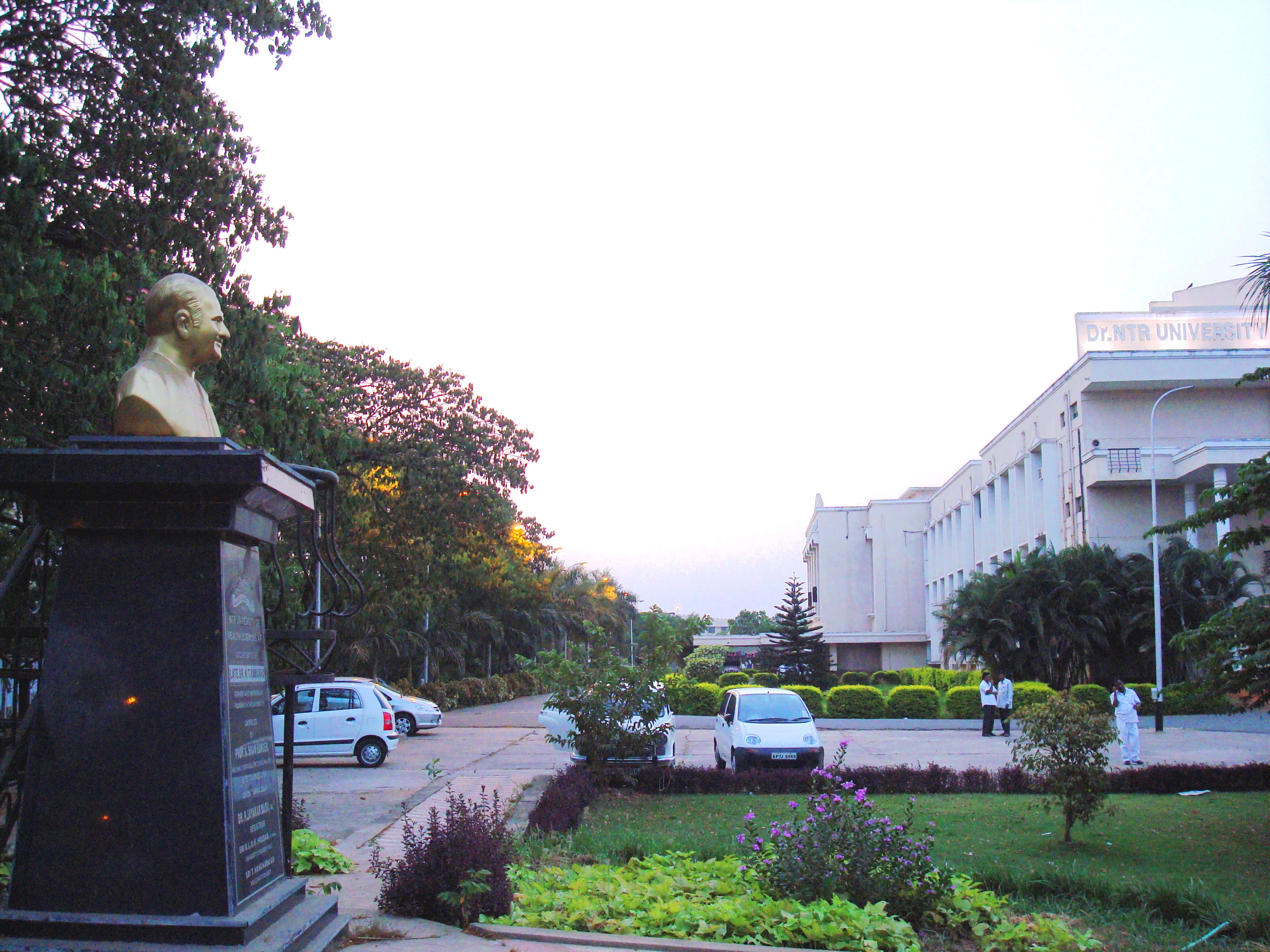
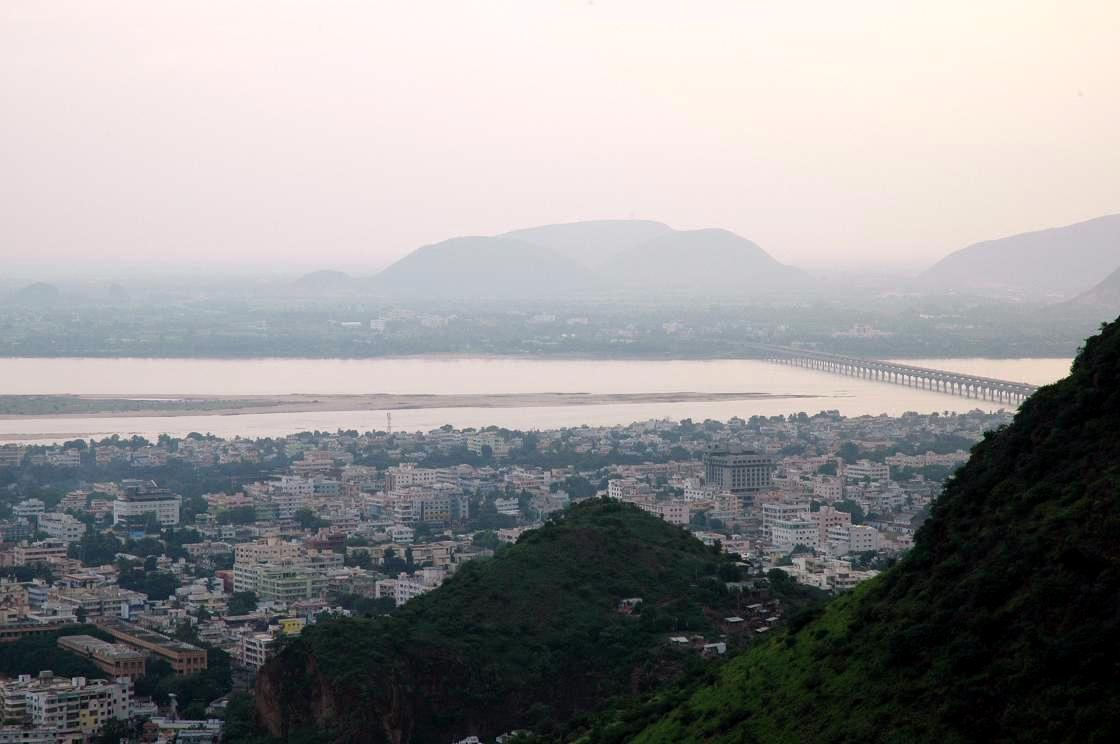
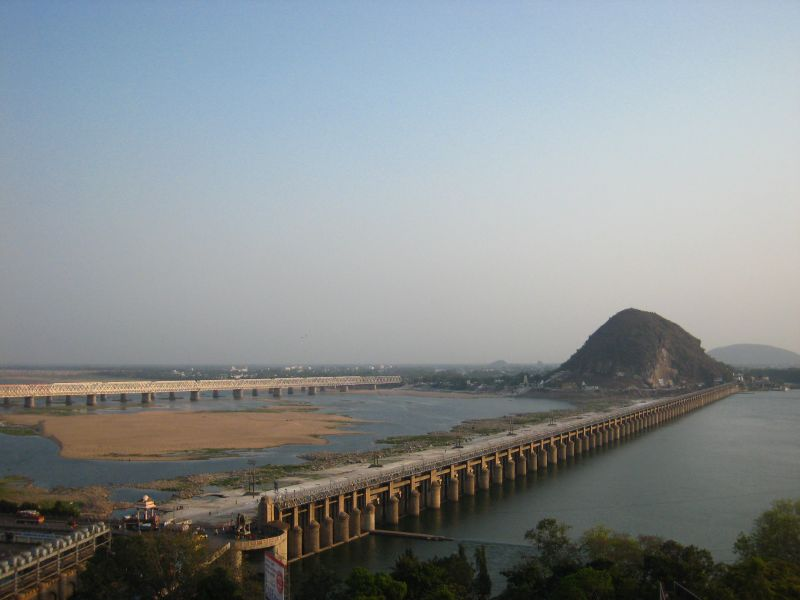